# キッズワトナ
キッズワトナ（Kizzuwatna）は、紀元前2000年代に存在した古代アナトリアの国家。
イスケンデルン湾に近いアナトリア南東部の高地、トロス山脈とジェイハン川に挟まれた地を支配していた。首都はクンマンニ（Kummanni）。後にこのキッズワトナの地はキリキアと称された。